# Gunilla Johansson
Gunilla Elisabeth Johansson Gyllenspetz, född 23 december 1965 i Gällstad, är en svensk skådespelare.

## Biografi
Johansson är uppvuxen på landsbygden utanför Ulricehamn. Hon flyttade till Göteborg och genomgick där en vårdutbildning som följdes av arbete som undersköterska, mentalsköterska samt arbete vid en yrkessärskola. 1988 studerade hon vid teaterlinjen på Nordiska folkhögskolan i Kungälv och sökte därefter in till Scenskolan, där hon dock inte kom in. I stället turnerade hon med en egen musik- och teaterföreställning och bedrev privatstudier för Henric Holmberg. 1990 sökte hon återigen in till Teater och Operahögskolan i Göteborg och denna gången kom hon in. Hon studerade där fram till och med 1993 och gjorde slutproduktionerna på Backa teater som Solveig i föreställningen Peer Gynt och Flickan i Sprit. Hon fortsatte vid samma teater några år och spelade bland annat Julia  i Romeo och Julia, vilken filmades för TV. 1996–1999 var hon engagerad vid Göteborgs Stadsteater och medverkade där bland annat i föreställningen Kode (2000), vilken kom att bli uppmärksammad. Hon återvände till Backa teater och gjorde där huvudrollen Eliza i Pygmalion. Hon ingår sedan många år i Backa teaters fasta ensemble.
Utöver teatern har Johansson medverkat i flera film- och TV-produktioner. Hon debuterade 1994 i TV-serien Handbok för handlösa, där hon gjorde rollen som sköterskan Maja. 1999 gjorde hon huvudrollen i TV-serien Insider och 2007–2010 spelade hon rollen som Lotta Björn-Tegebrandt i TV-serien Andra Avenyn.
Johansson debuterade som teaterregissör 2006 med Lars Norén-pjäsen Rumäner. Hon har även regisserat Vem vakar över oss av Dennis Magnusson (2009) och Snart kommer tiden av Line Knutzon (2010), båda på Borås Stadsteater. 2011 regisserade hon Systrarna på Backa teater. och 2022 var Gunilla Johansson Gyllenspetz i Luleå och regisserade på Norrbottensteatern och teaterhögskolans slutproduktion "Nåt i Djupet". Sedan 2015 har hon samarbetat med ett operakompani i Göteborg Man Must Sing, och varit deras husregissör och satt upp hela fem nyskrivna operaföreställningar. Senaste verket  "Systemet" hade premiär 2024.

## Filmografi
- 1994 – Handbok för handlösa (TV-serie)
- 1995 – En nämndemans död (TV-serie)
- 1996 – Romeo och Julia
- 1997 – Tartuffe – hycklaren
- 1997 – Solstenen
- 1995–1998 – Svenska hjärtan (TV-serie)
- 1999 – Insider (TV-serie)
- 2000 – Sjätte dagen (TV-serie)
- 2001 – Kommissarie Winter (TV-serie)
- 2003 – Solbacken: Avd. E (TV-serie)
- 2004 – Danslärarens återkomst (TV-serie)
- 2004 – Stilla natt
- 2005 – Som man bäddar
- 2007 – Den man älskar
- 2007 – Isprinsessan
- 2007 – Eldsdansen
- 2007–2010 – Andra Avenyn (TV-serie)
- 2008 – När våren sjunger
- 2008 – Synd att klaga
- 2008 – De ofrivilliga
- 2015 – Ängelby (TV-serie)
- 2019 – 438 dagar
- 2019 – Jag kommer hem igen till jul

## Teater

### Roller (ej komplett)
| År   | Roll            | Produktion                                        | Regi            | Teater                |
| ---- | --------------- | ------------------------------------------------- | --------------- | --------------------- |
| 1997 | Polly           | Tolvskillingsoperan Bertolt Brecht och Kurt Weill | Gunilla Berg    | Göteborgs stadsteater |
| 2001 | Eliza Doolittle | Eliza George Bernard Shaw                         | Eva Bergman     | Backa teater          |
| 2003 | Sally Bowles    | Cabaret John Kander, Fred Ebb och Joe Masteroff   | Alexander Öberg | Backa teater          |

### Regi (ej komplett)
| År   | Produktion         | Upphovsmän                                 | Teater            |
| ---- | ------------------ | ------------------------------------------ | ----------------- |
| 2006 | Rumäner            | Lars Norén                                 | Backa teater      |
| 2009 | Happy Happy        | Gunilla Johansson                          | Turné             |
| 2009 | Vem vakar över oss | Dennis Magnusson                           | Borås Stadsteater |
| 2010 | Snart kommer tiden | Line Knutzon                               | Borås Stadsteater |
| 2011 | Systrarna          | Malin Lindroth & unga människor i Göteborg | Backa teater      |